# Julia Sakara
Julia Sakara, née le 12 juillet 1969, est une athlète zimbabwéenne.

## Carrière
Julia Sakara remporte aux Jeux africains de 1995 à Harare la médaille d'argent du 1 500 mètres. Aux Championnats d'Afrique d'athlétisme 1998, elle est médaillée d'argent du 1 500 mètres et médaillée de bronze du 800 mètres. Elle obtient aux Jeux du Commonwealth de 1998 la médaille de bronze du 1 500 mètres. Elle dispute les Jeux olympiques d'été de 2000 à Sydney, où elle est éliminée en séries du 1 500 mètres.

## Palmarès
| Année | Compétition            | Lieu         | Place | Épreuve      | Performance   |
| ----- | ---------------------- | ------------ | ----- | ------------ | ------------- |
| 1995  | Jeux africains         | Harare       | 2e    | 1 500 mètres | 4 min 21 s 10 |
| 1998  | Championnats d'Afrique | Dakar        | 3e    | 800 mètres   | 2 min 1 s 55  |
| 1998  | Championnats d'Afrique | Dakar        | 2e    | 1 500 mètres | 4 min 13 s 64 |
| 1998  | Jeux du Commonwealth   | Kuala Lumpur | 5e    | 800 mètres   | 2 min 0 s 60  |
| 1998  | Jeux du Commonwealth   | Kuala Lumpur | 3e    | 1 500 mètres | 4 min 7 s 82  |

## Records
| Épreuve  | Performance         | Lieu         | Date              |
| -------- | ------------------- | ------------ | ----------------- |
| 800 m    | 2 min 0 s 49 (NR)   | Kuala Lumpur | 18 septembre 1998 |
| 1 500 m  | 4 min 7 s 82 (NR)   | Kuala Lumpur | 21 septembre 1998 |
| 3 000 m  | 8 min 57 s 69 (NR)  | Stuttgart    | 14 août 1993      |
| 10 000 m | 33 min 20 s 16 (NR) | Stuttgart    | 19 août 1993      |